# Maju Jaya (Kumpeh)
Maju Jaya is een bestuurslaag in het regentschap Muaro Jambi van de provincie Jambi, Indonesië. Maju Jaya telt 399 inwoners (volkstelling 2010).